# Næsbjerg
 Der er for få eller ingen kildehenvisninger i denne artikel, hvilket er et problem. Du kan hjælpe ved at angive troværdige kilder til de påstande, som fremføres i artiklen.

Næsbjerg er en by i Sydvestjylland med 785 indbyggere  (2024), beliggende 9 km øst for Varde og 24 km nordøst for Esbjerg. Byen hører til Varde kommune og ligger i region Syddanmark.
I Næsbjerg Sogn bor der 1156 (2023) Kirkeligt hører Næsbjerg Sogn 965 (2023) sammen med Øse Sogn.

## Faciliteter
Næsbjerg Skole (Nordenskov-Næsbjerg Skole) har 306 elever (2023) fordelt på 0. – 9. klassetrin og 48 ansatte. Eleverne fra Nordenskov Skole modtager på 7. – 9. klassetrin undervisning på Næsbjerg Skole. I ”Taleboblen”, der er for 4- 6 -årige med svære tale/sprogvanskeligheder, er der 15 elever; de bliver undervist af en talepædagog og en pædagog. Til skolen hører en SFO for eleverne på 0. - 3. klassetrin (85 elever); SFO’en har åbent fra kl. 6 om morgenen til sidst på eftermiddagen.
I 2000 byggede kommunen en ny børnehave (Kastanjehaven) på en 1,4 hektar stor grund med egen lille skov. Børnehaven blev i 2015 udvidet med et ekstra grupperum og en ny fløj. Kastanjehaven har nu ca. 70 børn.
Dagli’ Brugsen ligger centralt i byen - lige over for kirken. Butikken er åben alle ugens 7 dage fra kl. 7 til 19.45.
Næsbjerghus, der ligger i udkanten af byen, overtog pladsen efter Skonager Kro, der var blevet revet ned i 2005. Næsbjerghus, der ejes af foreningen Næsbjerg Forsamlingshus, startede op i 2010. Huset dækker 4.000 kvadratmeter og er tegnet af arkitekt Chresten Block, Varde. På Næsbjerghus afholdes møder, forskellige former for fester, kulturarrangementer, konferencer mv. Der er plads til 300 gæster i husets lokaler.
På en mindre forhøjning i landskabet midt i Næsbjerg by ligger Næsbjerg kirke, der er omgivet af kirkegård og et kraftigt kirkegårdsdige. Kirken menes at være fra midten af 1200-tallet.
I løbet af 2024 - 25 vil Helle Energi A.M.B.A. etablere fjernvarme i Næsbjerg by.

## Fritid
Næsbjerg-Rousthøje ungdoms- og idrætsforening (NRUI) er den store paraplyorganisation for en række idrætsaktiviteter. Det gælder gymnastik, fodbold, håndbold, badminton, krocket, folkedans, petanque, motion, løb, badminton, floorball og padel tennis.
Helle-Hallen eller nærmere Helle hallerne (3 haller) ligger 9 km øst for Næsbjerg i Vrenderup. Startede i 1970 som fælleshaller i den tidligere Helle Kommune. Her er der svømmehal, skydebaner, fitness, motion om dagen, billard m.m.
Der er en række foreninger i byen: Næsbjerg Sogns Borgerforening, Næsbjerg Musik- og Kulturforening, Næsbjerg Forsamlingshus, Æblehavens venner, Næsbjerg Sognearkiv, Danske Seniorer Næsbjerg, Næsbjerg Jagtforening, Næsbjerg Lystfisker Klub samt Næsbjerg Spejdercenter.
DDS spejderne i Næsbjerg holder til i det lokale Næsbjerg Spejdercenter.

## Erhverv
Vestjyllands Andel har en større foderstofforretning midt i byen. Hertil kommer en Agro Land butik.
Trucklageret på Kirkediget har et meget stort udvalg i nye eller renoverede gaffeltrucks i alle størrelser til salg eller leje. Firmaet råder over bygninger på mere end 3.500 kvadratmeter. Benny Christensen startede firmaet i 2009.
En række mindre håndværkerfirmaer holder til i byen.

## Historie
I istiden blev de hedesletter, bakkeøer og åløb skab, som stadig præger landskabet i Næsbjerg Sogn. Disse landskabsformer har været væsentlige forudsætninger for de liv, der historisk er blevet levet i sognet. Selv i dag er istidens landskaber kontant til stede og det ikke mindst for landmændene.
De noget ufrugtbare hedesletter gav muligheder for en nøjsom og fattig tilværelse. Langs åerne, hvor der var vand og fugtighed, var det lettest at skabe sig et eksistensgrundlag. Hedesletterne kunne give brændsel, lidt bær og foder til nogle får. Heden kunne brækkes og der kunne dyrkes korn - landbrug som erhverv var skabt. Næsbjerg sogn har altid været et bondesamfund / landbrugssamfund præget af stor selvforsyning, nøjsomhed og relativ fattigdom.
Der er ingen større historiske begivenheder eller fund, der sætter Næsbjerg på Danmarkskortet. Men der er masser af danmarkshistorie gemt hos det lokale ”Næsbjerg Sognearkiv”.
Fra yngre jernalder har man fundet guldbrakteater (o. 500 fvt.). Fra samme periode utallige rester af små højovne, hvor man udvandt jern af myremalm. Og igen fra nogenlunde samme periode rester af huse / bebyggelser.
På en lille forhøjning i landskabet, midt i Næsbjerg by, ligger kirken omgivet af kirkegård og et kraftigt kirkedige. Kirken menes at være fra midten af 1200-tallet (nævnes første gang midt i 1300-tallet i Ribe Oldemor). Kirkens romanske skib og kor består af granitkvadre (store tilhuggede marksten). Våbenhus og tårn blev tilføjet sidst i 1500-tallet. Prædikestolen er fra 1579. Altertavlen måske lidt yngre. Siden reformationen i 1536 har Næsbjerg og nabosognet Øse været ét kirkesogn med fælles præst.
Indtil 1843 lå kirken ret ensomt, kun omgivet af to gårde. Sognets øvrige gårde lå som mindre landsbyer ude i det omgivende landskab. Men i 1843 byggede man ved kirkediget sognets første skole. I 1888 blev det nye andelsmejeri placeret lige over for kirken og siden da, har der ikke været tvivl om, hvor sognets centrum lå.
Landbrugets historie siden middelalderen er naturligvis mest præget af hverdagens arbejdsopgaver, men desværre også af misvækst i form at tørke, for megen regn eller pest. Under svenskekrigene ramte en sådan pest Næsbjerg i 1659. I løbet af 5 måneder døde 35- 40 % af befolkningen i Næsbjerg og nabosognene. Mange gårde blev lagt øde, og mange af sognets bønder blev fæstebønder under Nørholm, den lokale herregård. Ca. 90 % af sognets bønder var fæstebønder i de næste 200 år - halvdelen gjorde også hovarbejde på Nørholm.
Som nævnt blev der i 1888 startet et andelsmejeri i Næsbjerg. Bygningerne blev i 1928 erstattet af et nyt mejeri, hvis bygninger i dag er indrettet til boliger. I 1973 blev mejeriet fusioneret med Vardeegnens Andelsmejeri og endelig nedlagt i 1977.
Brugsen i Næsbjerg startede i 1897 som Ringkøbing Amts Vareindkøbsforening, der også handlede med foderstoffer til landbruget. Denne del blev i 1946 udskilt til Næsbjerg Lokalforening, senere Næsbjerg Foderstofforening, der så i 2017 blev opkøbt af Vestjyllands Andel. Dagli' Brugsen holdt 125-års jubilæum i 2023.
En mindre landbrugsejendom lidt uden for Næsbjerg blev sidst i 1800-tallet suppleret med smedevirksomhed. Fra midt i 1890'erne kom der også en kro på ejendommen, Skonager Kro. Kroen kom til at fungere i ca. 100 år, da den lukkede i 1997. Ejendommen blev revet ned i 2005 og her kom Næsbjerghus fra 2010 til at ligge.
I 1902 blev der over for kirken bygget et forsamlingshus, som gennem mere end 100 år dannede en meget væsentlig ramme for livet i Næsbjerg Sogn. Næsbjerg Forsamlingshus (revet ned i 2013) blev i 2010 afløst af det nye forsamlingshus, "Næsbjerghus".
Indtil ca. 1900 var egnen så godt som uden træer - kun buskads langs vandløbene. Med hjælp fra Det Danske Hedeselskab blev der dannet andelsforeninger, der rejste skov i form af Helle-Biltoft Plantage og Nørbæk Plantage. Senere kom de meget karakteristiske læbælter af grantræer til.
I 1906 blev der over for mejeriet bygget missionshuset "Betel", der var samlingssted for den lokale afdeling af Indre Mission. I 2007 blev huset solgt og i dag er der her et "Hair Studio".
Næsbjerg Andelskasse startede i 1917 og der blev drevet bankvirksomhed i Næsbjerg indtil 2014, hvor Danske Andelskassers Bank lukkede bankfilialen.
I 1919 kom der jernbane til Næsbjerg (Varde-Grindsted Jernbane). Men lastbiler og personbiler overtog med tiden jernbanens kundegrundlag, hvorfor banen blev nedlagt i 1972.
Efter afslutningen af 2. verdenskrig i 1945 kom den store udvikling inden for landbruget i form af traktorer og anden moderne maskineri. Der var nu brug for mindre arbejdskraft, der fandt beskæftigelse i industrien. Gårde blev sammenlagt og brugene blev større og større - en udvikling, der er fortsat op til i dag, hvor flere af landbrugene i sognet dyrker 350 ha jord og har en malkebesætning på måske 350 køer. Stordrift, som vi ser overalt i samfundet.
Næsbjerg og Øse kirkesogne udgjorde indtil 1928 én sognekommune. Fra 1928 til 1966 var Næsbjerg en selvstændig kommune, men blev i 1966 sammen med 5 nabokommuner til Helle Kommune, der så i 2005 blev en del af Varde Kommune.
Ved kommunesammenlægningen i 1966 fik Næsbjerg skole tildelt en overbygning med mange elever i 8. - 10. årgang. Den store skole skabte sammen med den lokale idrætsforening, Næsbjerg-Rousthøje ungdoms- og idrætsforening, et meget aktivt landsbymiljø. Dette blev godt suppleret af de mange tilflyttere, der fra sidst i 1960'erne flyttede ind i de parcelhuskvarterer, der skød op i byen. De nye tilflyttere pendlede og pendler fortsat især til arbejdspladser i Varde og Esbjerg.